# Caroline Palmstierna
Caroline Palmstierna, född Hebbe 3 februari 1930 i Uppsala, senare Caroline Hebbe-Palmstierna, död 7 augusti 2018, var en svensk fotograf och utställningsintendent. 
Caroline Hebbe-Hammarskiöld var dotter till Per Magnus Hebbe av släkten Hebbe och Brita Bennedicks. Hon började sin yrkesverksamhet som fotograf i början av 1950-talet. Hon var en de fotografer som valdes ut av Edward Steichen för The Family of Man 1955, där hon tog Edward Steichens porträtt till katalogen.
Hon arbetade därefter under fyra decennier fram till 2000 på Svenska slöjdföreningen, vilken senare var verksam under namnet Svensk Form. Där var hon utställningsansvarig och höll också under många år i organisationen av "Utmärkt Svensk Form", en utmärkelse för yrkesorganisationer och företag inom svensk formgivning, utdelad av Svensk Form från 1983.
Hon var gift med Hans Hammarskiöld 1951–1977. Paret hade tre barn. Hon var i andra äktenskapet gift med Jacob Palmstierna 1981–1989.